# أكاديمية شرطة دبي
أكاديمية شرطة دبي هي الذراع العلمي للقيادة العامة لشرطة دبي. وتعمل على توفير وتقديم الموارد والدعم اللازم لتمكين الإدارات الرئيسية من تحقيق الأهداف الاستراتيجية للقوة في مجال التعليم الأكاديمي والتدريب والبحث العلمي. لذا تم وضع استراتيجية الأكاديمية لتتناسب مع الدور المناط بها في دعم استراتيجية القيادة العامة لشرطة دبي.

## نشأة الأكاديمية وتطورها

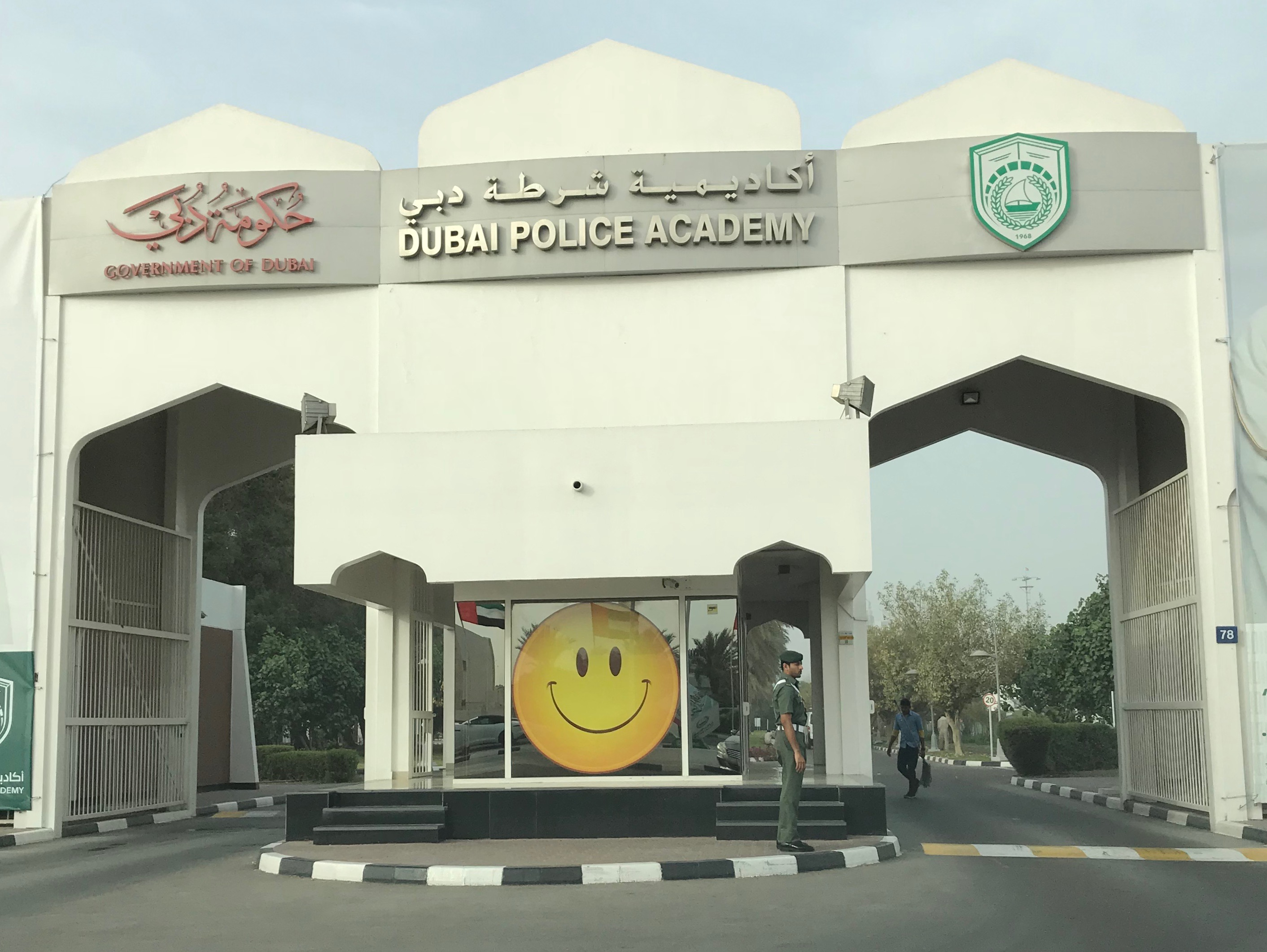
المدخل الرئيسي للأكاديمية

أنشئت أكاديمية شرطة دبي في العام 1987، وكان اسمها آنذاك "كلية شرطة دبي." كإدارة عامة ضمن إدارات القيادة العامة لشرطة دبي. تعنى بتزويد قوة شرطة دبي بالكفاءات العلمية والعملية المتخصصة. وبدأت الكلية انطلاقتها لممارسة مهام عملها من مقر مدرسة تدريب الشرطة بإدارة الطوارئ، وذلك في التاسع عشر من سبتمبر لعام 1987، وذلك لحين اكتمال تجهيزات مبنى كلية الشرطة، وحين أكتمل بناء وتجهيز مبنى كلية الشرطة بموقعه الحالي تم نقل العمل إليه، وصدر قرار صاحب السمو الشيخ محمد بن راشد آل مكتوم، نائب رئيس الدولة رئيس مجلس الوزراء حاكم دبي – ولي عهد دبي ووزير الدفاع آنذاك – بشأن اللائحة التنفيذية لكلية شرطة دبي. وتعتبر الأكاديمية الامتداد الطبيعي لبرامج التعليم والتدريب لمدرسة تدريب الشرطة منذ العام (1968). لذا تعد الأكاديمية الذراع العلمي للقيادة العامة لشرطة دبي، حيث إنها تعمل على توفير وتقديم الموارد والدعم اللازم لتمكين الإدارات الرئيسية من خلال تحقيق الأهداف الاستراتيجية للقوة في مجال التعليم الأكاديمي والتدريب.

### الافتتاح
افتتح سمو الشيخ مكتوم بن راشد آل مكتوم «نائب رئيس مجلس الوزراء، ولي عهد دبي آنذاك» كلية شرطة دبي رسميا في الأول من أبريل عام 1989، بحضور صاحب السمو الشيخ خليفة بن زايد آل نهيان، رئيس دولة الإمارات العربية المتحدة حاكم إمارة أبوظبي– ولي عهد أبوظبي آنذاك – وبحضور جمع كبير من الشيوخ وكبار المسؤولين في الدولة، وأعيان البلاد، وضيوف من البلدان الشقيقة والصديقة.

### مسيرة الاعتماد العلمي
خرَّجَتْ كلية شرطة دبي دفعتها الأولى من الطلاب المرشحين والضباط المتفرغين الحاصلين على درجة الليسانس في القانون وعلوم الشرطة في الثلاثين من أكتوبر عام (1991)، لتحصد بذلك شرطة دبي أولى ثمار غرسها في مجال التعليم والتدريب. وبتاريخ 22/2/1992 استطاعت كلية شرطة دبي الحصول على قرار رئيس المجلس الأعلى للجامعات المصرية بمعادلة درجات الليسانس التي تمنحها كلية شرطة دبي بدولة الإمارات العربية المتحدة بدرجة الليسانس في الحقوق التي تمنحها الجامعات المصرية./
وفي العام 1994 استطاعت الكلية كذلك الحصول على الاعتراف الرسمي من قبل وزارة التعليم العالي والبحث العلمي بدولة الإمارات العربية المتحدة. وخلال مسيرة الأكاديمية منذ التأسيس وحتى اليوم لم يغب الدور الإقليمي أو العربي أو حتى الدولي عن فكر القيادة العامة لشرطة دبي في مجال تقديم الدعم التعليمي والتدريبي.
فعلى المستوى الإقليمي، قامت الكلية بفتح أبوابها منذ العام الدراسي (1988/1989) لاستقبال طلاب من أبناء دول مجلس التعاون الخليجي. وعلى المستوى العربي استقبلت كذلك في العام الدراسي 1989/1990 طلابا من أبناء بعض الدول العربية مثل جمهورية الصومال، ثم أعقبتهم في عام (96/97) بطلاب من الجمهورية اليمنية والسلطة الفلسطينية.
وعلى المستوى الدولي ففي العام الدراسي (2003/2004) استقبلت طلابا من جمهورية البوسنة والهرسك، وجمهورية غينيا. وانطلاقا من كون كلية شرطة دبي تمثل الذراع العلمي والتدريبي للقيادة العامة لشرطة دبي، ومن كونها تهدف إلى إعداد ضباط الشرطة والقيام بالدراسات التخصصية العليا وإجراء الأبحاث العلمية والتطبيقية في القانون وعلوم الشرطة ومجالات عملها، وكذلك تدريب ضباط الشرطة وصف الضباط والأفراد، فقد ألحِقَ بها عدد من الكليات والمعاهد العلمية والتدريبية والتي تساهم في تعزيز وتطوير قدرات ومهارات العاملين في قوة شرطة دبي، القانونية منها والشرطية والتقنية. لذا استتبع هذا الأمر تغيير في المسمى الخاص بالكلية، ليتناسب مع المهام الجديدة التي تضطلع بها، فصدر القرار بتغيير اسم «الكلية» إلى اسم «الإدارة العامة للكليات والمعاهد».
لم تتوقف «الإدارة العامة للكليات والمعاهد» عند هذا الحد من المستوى التعليمي، بل أنشأت برامج للدراسات العليا في القانون وعلوم الشرطة في العام الدراسي 1998/1999، وتم طرح ماجستير في القانون العام، وماجستير في القانون الخاص، وفي عام 2002 تم إضافة ماجستير في العلوم الجنائية. تبعا لهذا التطور، تطور مسمى «الإدارة العامة للكليات والمعاهد» لتصبح في تاريخ 13/12/2001 «أكاديمية شرطة دبي». وتم التمكين لهذا المسمى بحصول الأكاديمية على اعتماد برنامج الماجستير في القانون في العام الدراسي 2003/2004، وصدور القانون رقم (11) لسنة 2005 بشأن إنشاء أكاديمية شرطة دبي.
وفي العام 2006 تم إضافة برامج ماجستير في القانون التجاري والاستثمارات الدولية، وماجستير علوم الشرطة في إدارة الأزمات الأمنية، وماجستير علوم الشرطة في البحث الجنائي.
وواصلت الأكاديمية تعزيز تقدمها وطموحها العلمي من خلال العمل على الوصول برسالتها إلى أعلى درجات اعتماد البرامج العلمية، فحصلت على اعتماد برنامج الدكتوراه في القانون العام، والقانون الخاص، والعلوم الجنائية، في العام الدراسي (2010/2011).

## الهيكل التنظيمي للأكاديمية
تقوم إدارة الأكاديمية على ركنين أساسيين، هما: مجلس إدارة الأكاديمية، والإدارة العامة للأكاديمية.
```
مجلس إدارة الأكاديمية:
```

يعمل مجلس إدارة الأكاديمية على وضع السياسات، وتقديم المقترحات، ودراسة واعتماد النظم الطلابية والدراسية والتدريبية، وذلك فق اختصاصاته التي حددها له القانون. ويتشكل مجلس إدارة الأكاديمية سنويا بقرار من معالي القائد العام لشرطة دبي، ويرأس هذا المجلس عادة معالي القائد العام لشرطة، أو من ينوب عنه، هذا ويتولى رئاسة مجلس إدارة الأكاديمية الحالي معالي الفريق/ عبد الله خليفة المري - القائد العام لشرطة دبي.
الإدارة العليا للأكاديمية:
يدير شؤون الأكاديمية من النواحي التعليمية، والإدارية، والمالية مدير يعينه القائد العام، ويعين كذلك نائبا له، لمساعدته في أداء واجباته، المتمثلة في تنفيذ قانون الأكاديمية، وتنفيذ قرارات مجلس الإدارة، وإصدار الأوامر والتعليمات المناسبة لضمان حسن سير الدراسة والعمل بالأكاديمية، بما لا يتعارض مع القوانين واللوائح والنظم المقررة وقرارات مجلس الإدارة.
ويتولى إدارة الأكاديمية حاليا العميد  الدكتور/ سلطان عبدالحميد الجمال، ويعاونه نائبه: نائب مدير أكاديمية شرطة دبي العميد/ أ.د.محمد بطي الشامسي.
ولقد حرصت أكاديمية شرطة دبي على وضع التقسيمات الإدارية الداخلية (الإدارات الفرعية، الأقسام، الشعب) بما يتناسب مع إمكاناتها البشرية والمادية، ويساعد كذلك على إنجاز المهام الموكلة إليها، بكفاءة واقتدار وتنافسية وإبداع، فجاءت تقسيمات الهيكل التنظيمي للأكاديمية على النحو التالي:
i.إدارات شؤون التعليم:
- إدارة القبول والتسجيل.
- كلية القانون وعلوم الشرطة.
- كلية الدراسات العليا.
- مركز البحوث والدراسات.
- عمادة الأكاديمية.
- إدارة التطبيقات القانونية والشرطية.

ii.إدارات شؤون الدعم:
- إدارة الشؤون الإدارية.
- إدارة الخدمات.
- إدارة الموسيقى.
- إدارة العلاقات العامة.

iii.إدارات شؤون التدريب:
- إدارة شؤون الطلبة المرشحين.
- معهد التدريب.
- إدارة التدريب التخصصي.
- مدرسة الرماية.

### مهام وأقسام الإدارات الفرعية للأكاديمية

#### إدارات شؤون التعليم
- إدارة القبول والتسجيل: تعمل إدارة القبول والتسجيل على تنظيم إجراءات قبول وتسجيل طلبة الأكاديمية في البرامج القانونية والشرطية المعتمدة في وزارة التعليم العالي والبحث العلمي بالدولة. وتتكون الإدارة من ثلاثة أقسام إدارية هي: قسم الطلبة المرشحين، قسم الدراسات المسائية، قسم الدراسات العليا.
- كلية القانون وعلوم الشرطة: تعتبر كلية القانون وعلوم الشرطة من الإدارات الرئيسة في أكاديمية شرطة دبي، والتي تعمل على تنفيذ خطط ورؤى الأكاديمية كنموذج للتعليم القانوني والأمني من خلال إعداد وتأهيل المرشحين ليكونوا ضباطا في الشرطة من حملة الليسانس في القانون وعلوم الشرطة والبكالوريوس في العلوم الامنية والجنائية، ومن خلال متابعة العمليات التدريسية الخاصة بمنح شهادة الليسانس في القانون لطلاب الدراسات المسائية المنتظمة، بالإضافة إلى متابعة العمليات التدريسية الخاصة بمنح شهادة الدبلوم في علوم الشرطة للطلاب الجامعيين. وتتكون كلية القانون وعلوم الشرطة من ثلاثة أقسام: قسم شؤون التعليم، قسم المكتبة، قسم الدراسات المسائية.
- كلية الدراسات العليا: تسعى كلية الدراسات العليا إلى تعميق المعارف القانونية والشرطية للدارسين للمواضيع التي سبق دراستها في المرحلة الجامعية، ومتابعة التطورات العلمية وذلك بالوقوف على أحدث النظم القانونية والأمنية المقارنة، وإلى إعداد كوادر على مستوى عال من المتخصصين في المجالين القانوني والشرطي لتلبية متطلبات وحاجات المجتمع، وذلك من خلال تمكين الطلاب المتميزين من حملة شهادة البكالوريوس في القانون أو البكالوريوس في القانون وعلوم الشرطة من مواصلة دراساتهم العليا محلياً. وتتكون الكلية من أربعة أقسام: قسم الماجستير في القانون، قسم الماجستير في علوم الشرطة، قسم الدكتوراه، قسم الرسائل العلمية.
- عمادة الأكاديمية: تتولى عمادة الأكاديمية الإشراف العلمي على تنظيم العملية التعليمية في البرامج الدراسية المعتمدة في كلية القانون وعلوم الشرطة، وكلية الدراسات العليا، وتتولى كذلك الإشراف على الأقسام العلمية. كما تتولى العمادة كذلك إعداد وتجديد ملفات الاعتماد الأكاديمي، وتجديد التراخيص لكافة البرامج التعليمية بالنسبة لمرحلة الليسانس ومرحلة الدراسات العليا.[12] وتتكون العمادة من أربعة أقسام هي: قسم شؤون أعضاء هيئة التدريس، قسم المناهج والمقررات، قسم الاعتماد والتصنيف الأكاديمي، قسم المجالس الاكاديمية.
- إدارة التطبيقات القانونية والشرطية: تعد إدارة التطبيقات القانونية والشرطية أحدث إدارات أكاديمية شرطة دبي، من حيث النشأة، فقد بدأت ممارسة مهامها الفعلية مع بداية العام الدراسي (2012/2013). وتهدف إدارة التطبيقات القانونية والشرطية إلى وضع العلوم النظرية موضع التنفيذ والتطبيق، من أجل تدريب الطالب المرشح تدريبا عملياً وتطبيقياً يزيد من مهاراته الإدارية والمرورية والقانونية والشرطية، وإكسابه مؤهلات القيام بمهام ضابط الشرطة المتمرس قبل تسلمه مهام عمله.تضم الإدارة أربعة أقسام هي: قسم التطبيقات الإدارية، قسم التطبيقات المرورية، قسم التطبيقات الجنائية، وقسم التطبيقات القانونية.

#### إدارات شؤون الدعم
- إدارة الشؤون الإدارية: تعمل إدارة الشؤون الإدارية على الربط بين القيادة العامة لشرطة دبي وإداراتها العامة وبين الإدارة العليا للأكاديمية، وكذلك الربط بين الإدارة العليا للأكاديمية وبين الإدارات الفرعية التابعة لها، وبالإضافة إلى إدارة الأمور المالية بالأكاديمية، والإشراف على الخدمات الإلكترونية بالأكاديمية، وإدارة جميع عمليات السلامة والأمن بالأكاديمية. يتكون الهيكل التنظيمي للإدارة من أربعة أقسام: قسم التنسيق والمتابعة، قسم إدارة الموارد البشرية، قسم المالية، قسم التطوير التقني.
- إدارة الخدمات: تعتبر إدارة الخدمات من الإدارات الداعمة والمساندة في تزويد الأكاديمية باحتياجاتها المختلفة، وتوفير خدمات النقل والمواصلات من وإلى الأكاديمية، والعمل على سلامة وصيانة وجاهزية مرافق الأكاديمية، بالإضافة إلى المساهمة في أعمال الفعاليات المعتمدة للأكاديمية.وتتكون الإدارة من ثلاثة أقسام وهي: قسم الصيانة، قسم المستودعات، قسم النقليات.
- إدارة الموسيقى: تساهم إدارة الموسيقى في بث روح الحماس لدى الأرتال العسكرية، وضبط خطى المشاة في الطوابير والعروض العسكرية بالأكاديمية، وكافة إدارات ومراكز ومخافر شرطة دبي. بالإضافة إلى مساهماتها المجتمعية (للمساهمة في إنجاح المناسبات والاحتفالات الوطنية والمهرجانات وكافة احتفالات المجتمع ومساندة كافة احتفالات القطاعي الخاص والعام). تتكون إدارة الموسيقى من ثلاثة أقسام: قسم التأليف والتوزيع، قسم التدريب الموسيقي، وقسم الآلات الموسيقية. وتشارك فرقة موسيقى شرطة دبي بتقديم عروضها الموسيقية في شتى المناسبات الوطنية والرسمية وغيرها من المناسبات المختلفة التي تشهدها إمارة دبي. كمشاركاتها في الاحتفالات الرسمية، والشعبية، والكرنفالات، والمهرجانات، وافتتاح المعارض، والمؤتمرات، واستقبال السفن السياحية، والأنشطة الرياضية والبطولات المختلفة التي تشهدها إمارة دبي، والمشاركة في الأنشطة الموسيقية المختلفة بمشاركة فرق عالمية.[13]
- إدارة العلاقات العامة: إدارة العلاقات العامة هي حلقة الوصل التي تربط أكاديمية شرطة دبي بجمهورها الداخلي والخارجي، وإبراز دور الأكاديمية الرائد ومشاركاتها في دفع مسيرة التميز والتقدم التي تنتهجها القيادة العليا لشرطة دبي، وتحقيق أهدافها الإستراتيجية. ومنوط بها التعريف بنشاط الأكاديمية، وتوفير قنوات الاتصال الشخصي والاتصال الجماهيري، وتزويد الإعلام بأنشطة الأكاديمية وفعالياتها. تتكون الإدارة من ثلاثة أقسام: قسم الإعلام، قسم المراسم والأنشطة المجتمعية، وقسم المعارض والتسويق.
- المركز الدولي للأمن والسلامة: يعمل المركز الدولي للأمن والسلامة على تأهيل وتدريب العاملين في مجال الأمن والسلامة في العمل الأمني الخاص (الحراسات) باعتباره أحد ركائز التكامل الأمني بين القطاع الحكومي والخاص. وترجع نشأة المركز الدولي للأمن والسلامة إلى العام 1997 في معهد العلوم الأمنية والإدارية حتى عام 2012 ونظرا للتطور الفعلي في توجهه العام حمل اسم المركز الدولي للأمن والسلامة. هذا وقد بلغ عدد المتدربين بالمركز حتى ديسمبر 2012 (28179) متدرباً من أكثر من (61) جنسية، واستفاد من تلك الخدمات أكثر من (309) هيئة ومؤسسة وشركة. ويتكون الهيكل التنظيمي للمركز الدولي للأمن والسلامة من ثلاثة أقسام: قسم الشراكة الدولية، قسم التعاون المحلي والدولي، وقسم التنفيذ والمتابعة.وعقـد المركز الدولي للأمن والسلامة العديد من الدورات التدريبية، وورش العمل منذ نشأته عام (1997) سواء كان كذلك أثناء تبعيته «لمعهد العلوم الأمنية والإدارية» أو تحت مسماه الحالي، حيث بلغ عدد الدورات المنعقدة (318) دورة، بمعدل (10497) ساعة تدريـبيـة، وشـارك فيهـا (6606) متدربـا ومتدربة من شرطة دبي ومن الهيئات والمؤسسات الرسمية داخل الدولة ودول مجلس التعاون الخليجي والدول العربية الشقيقة. ومن هذه الدورات وورش العمل:
- عقد (43) ورشة عمل بالتعاون مع المنظمة العربية للتنمية الإدارية التابعة لجامعة الدول العربية.
- تنفيذ (46) دورة شارك فيها (1224) مشاركاً من دول مجلس التعاون الخليجي، والشرطة، والجمارك، والنيابة، والمصرف المركزي، والقوات المسلحة في دولة الإمارات العربية المتحدة ودول عربية شقيقة، وذلك من خلال مركز الشرق الأوسط للتدريب الأمني MELETC والذي يعد أحد ركائز التدريب الأمني والجنائي بمعهد العلوم الأمنية والإدارية (سابقا) في الأكاديمية، بالتعاون مع هيئة مكتب أكاديمية التحقيقات الفيدرالية الأمريكي FBI التابع لوزارة العدل الأمريكية.
- إصدار الشهادة الدولية للكوادر الأمنية (51-8941) لتكون منهجاً دولياً جديداً معتمداً لحراس الأمن في العالم وفريداً في إمارة دبي باللغتين العربية والإنجليزية، وذلك بعد نشرCity & Guilds منهاجاً تدريبياً أمنياً عالمياً باللغة العربية من إصدار المعهد أيضا واختياره جهة التنفيذ الحصرية لهذا المنهاج بين أكثر من (8000) مركز تدريبي معتمد لديها حول العالم، وذلك من خلال معهد العلوم الأمنية والإدارية (سابقا) في الأكاديمية.
- وصول أكاديمية شرطة دبي في البريطانية لتدريب (23000) متدرب وتكريم فريق العمل من قبل مؤسسة سيتى وجلدس البريطانية.
- عقد المركز الدولي للأمن والسلامة عدد (426) دورة تخصصية استفاد منها (16153) متدرباً ومتدربة من الفئات التالية: مديري الأمن، ومسؤولي غرف السيطرة والتحكم، ومركبي الأجهزة الأمنية، وحراس الأمن، ومدربي حراس الأمن.
- تم توقيع اتفاقية تعاون مع واحدة من أعرق شركات النشر في المجال الأمني بالمملكة المتحدة Macmillan لنشر المعرفة، من قبل معهد العلوم الأمنية والإدارية (سابقا) في الأكاديمية، على أن يكون المعهد هو الوكيل الحصري لها في المنطقة العربية وشمال أفريقيا في توزيع إصداراتها من الكتب الأمنية المتخصصة باللغة العربية والإنجليزية.

#### إدارات شؤون التدريب
- إدارة شؤون الطلبة المرشحين: تعمل هذه الإدارة على غرس روح الانضباط والنظام في سلوك الطالب، وتدريبه على مادة المشاة، والإشراف على السكن الطلابي وتهيئة كل ما يحتاجه الطالب. تتكون إدارة شؤون الطلبة المرشحين من خمسة أقسام هي: قسم سرية السنة الأولى، قسم سرية السنة الثانية، قسم سرية السنة الثالثة، قسم سرية السنة الرابعة، وقسم سرية الطلبة الجامعيين. .
- معهد التدريب: معهد التدريب وحدة من وحدات أكاديمية شرطة دبي الرئيسية، وهو من إدارات الأكاديمية التي تتعدد مهامها داخل الأكاديمية، وخارجها (لمساندة الأنشطة المجتمعية). يتمثل دور المعهد الأساسي في إعداد المستجدين من صف الضباط والأفراد، ليكونوا كوادر مؤهلة في شرطة دبي أو في الجهات الحكومية الأخرى، وذلك من خلال الدورات التأسيسية التي يعقدها. ويضم معهد التدريب الأقسام التالية: قسم البرامج التعليمية، قسم سرية صف الضباط، قسم سرية الأفراد، وقسم سرية الشرطة النسائية، وقسم الخدمة الوطنية والاجتماعية.
- إدارة التدريب التخصصي: تعنى إدارة التدريب التخصصي بتدريب الطلبة المرشحين والدورات التأسيسية والدورات الخاصة والدورات المحلية على مهارات استخدام السلاح في وضعيات مختلفة، ومهارات مكافحة الشغب والاقتحام والمواجهات والمداهمات والقبض والمطاردات، بالإضافة إلى الحفاظ على اللياقة البدنية الواجب توافرها في رجل الشرطة لضمان جاهزيته البدنية. يتكون الهيكل التنظيمي لإدارة التدريب التخصصي من الأقسام التالية: قسم عمليات الشرطة، قسم الأسلحة والرماية، وقسم التدريب الرياضي.
- مدرسة الرماية: تعنى مدرسة الرماية بوضع برامج تدريبية عملية وتخصصية لتزويد الضباط والأفراد بالمعارف الأساسية والتطبيقية لتنمية وصقل قدراتهم ومهاراتهم المهنية والبدنية من أجل رفع مستويات الآداء وتطويره، وإحداث التغيرات النوعية في مفهوم تدريب رجال الأمن في مجال الرماية بأساليب تدريبية عالمية. يتكون الهيكل التنظيمي لمدرسة الرماية من الأقسام التالية: قسم تخطيط التدريب ، قسم تنفيذ التدريب ، وقسم قياس أثر التدريب.

## البرامج الدراسية المعتمدة

### درجة الليسانس
وفقاً للاعتراف الأكاديمي الصادر من هيئة الاعتماد الأكاديمي بوزارة التعليم العالي والبحث العلمي في دولة الإمارات العربية المتحدة، فإن الأكاديمية تمنح شهادات علمية للبرامج الدراسية الآتية:-
- ليسانس القانون وعلوم الشرطة (برنامج الطلبة المرشحين والطالبات المرشحات) ===

، ويشترط القبول في هذا البرنامج:
- أن يكون المتقدم من مواطني دولة الإمارات العربية المتحدة، أو مبتعث من دول مجلس التعاون الخليجي والدول العربية.
- أن يكون حاصلاً على شهادة الثانوية العامة في أحد قسميها العلمي أو الأدبي، بنسبة لا تقل عن 70% وأن لا يكون قد مضى على حصوله عليها أكثر من سنتين.
- أن يكون محمود السيرة وحسن السلوك.
- أن لا يقل عمر الطالب المرشح عن 17عاماً ولا يزيد على 24 عاماً بالنسبة للطالب المرشح، أما بالنسبة للطالبة المرشحة فيجب ألا يقل عمرها عن 17 عاماً وأن لا يزيد على 22 عاماً.
- أن لا يقل طول الطالب المرشح عن 165 سم، وأن لا يقل طول الطالبة المرشحة عن 155 سم.
- أن يكون لائقاً صحياً وجسمانياً، وخالياً من الأمراض المعدية (أمراض القلب والضغط والسكري)، وأن يجتاز الفحص الطبي المقرر بنجاح.
- ان يجتاز الاختبارات المقررة امام اللجنة (اختبارات الرياضة، ثقافة عامة، الاختبارات النفسية).
- اجتياز الخدمة الوطنية.
- ألا يكون منتمياً لتنظيم سياسي أو أي جهة محظورة.
- يخضع الطالب المرشح المبتعث لذات الشروط المنصوص عليها سابقاً باستثناء شرط الجنسية.
- البكالوريوس في العلوم الامنية والجنائية (برنامج الطلبة المرشحين والطالبات المرشحات)، ويشترط القبول في هذا البرنامج:
- أن يكون المتقدم من مواطني دولة الإمارات العربية المتحدة، أو مبتعث من دول مجلس التعاون الخليجي والدول العربية.
- أن يكون حاصلاً على شهادة الثانوية العامة في أحد قسميها العلمي أو الأدبي، بنسبة لا تقل عن 70% وأن لا يكون قد مضى على حصوله عليها أكثر من سنتين.
- أن يكون محمود السيرة وحسن السلوك.
- أن لا يقل عمر الطالب المرشح عن 17عاماً ولا يزيد على 24 عاماً بالنسبة للطالب المرشح، أما بالنسبة للطالبة المرشحة فيجب ألا يقل عمرها عن 17 عاماً وأن لا يزيد على 22 عاماً.
- أن لا يقل طول الطالب المرشح عن 165 سم، وأن لا يقل طول الطالبة المرشحة عن 155 سم.
- أن يكون لائقاً صحياً وجسمانياً، وخالياً من الأمراض المعدية (أمراض القلب والضغط والسكري)، وأن يجتاز الفحص الطبي المقرر بنجاح.
- ان يجتاز الاختبارات المقررة امام اللجنة (اختبارات الرياضة، ثقافة عامة، الاختبارات النفسية).
- اجتياز الخدمة الوطنية.
- ألا يكون منتمياً لتنظيم سياسي أو أي جهة محظورة.
- يخضع الطالب المرشح المبتعث لذات الشروط المنصوص عليها سابقاً باستثناء شرط الجنسية.

- ليسانس القانون (برنامج الدراسات المسائية المنتظمة) ===

للعسكريين العاملين في الشرطة والقوات المسلحة ويجوز قبول غير ذلك وفقاً لشروط مجلس الإدارة، حسب الشروط التالية:-
- أن يكون المتقدم من مواطني دولة الإمارات العربية المتحدة أو دول مجلس التعاون الخليجي أو غيرها من الجنسيات التي يحددها مجلس الإدارة.
- أن يكون حاصلاً على شهادة الثانوية العامة القسم العلمي أو الأدبي فقط أو ما يعادلها من الشهادات المعتمدة من قبل وزارة التربية والتعليم في دولة الإمارات العربية المتحدة وأن لا تقل النسبة عن (70%).
- يجب تصديق الشهادات الصادرة من المدارس الخاصة أو من خارج دولة الإمارات العربية المتحدة.
- أن لا يكون مضى على الشهادة أكثر من خمس سنوات.
- موافقة جهة عمل المتقدم للالتحاق بالدراسة.

### نص العنوان
شروط الالتحاق:
•	أن يكون الطالب من مواطني دولة الإمارات العربية المتحدة، ويجوز مع ذلك بقرار من مجلس إدارة الأكاديمية قبول طلاب من دول مجلس التعاون الخليجي والجنسيات الأخرى.
•	أن يكون من الضباط أو صف الضباط أو الأفراد العاملين بالشرطة والقوات المسلحة بالدولة ودول مجلس التعاون الخليجي.
•	يجوز قبول المدنيين خريجي الثانوية العامة من غير الفئات المذكورة في البند السابق.
•	أن يكون حاصلاً على شهادة الثانوية العامة مع إرفاق معادلة الشهادة إن كانت صادرة من خارج الدولة شرط ألا تقل النسبة عن (75)% للمسار المتقدم و (80)% للمسار العام.
•	أن يكون الطالب حاصلاً على اختبار الإمارات للقبول الجامعي – اللغة الإنجليزية – (EMSAT) على (950) درجة أو ما يعادلها من شهادة (TOFEL) بمعدل (450) درجة أو شهادة (ILETS) بمعدل (4.5).
•	أن يكون الطالب حاصلاً على اختبار الإمارات للقبول الجامعي – اللغة العربية – (EMSAT) على (1000) درجة.
•	موافقة جهة عمل المتقدم للالتحاق بالدراسة.
•	اجتياز المقابلة الشخصية

### درجة الماجستير
وتمنح الأكاديمية الماجستير في القانون، وفي علوم الشرطة على النحو التالي:
- القانون العام.
- القانون الخاص.
- العلوم الجنائية.
- الاستثمارات الدولية والقانون التجاري.
- حقوق الإنسان
- القانون والبيئة
- العلوم الشرطية في البحث الجنائي .
- إدارة الأزمات .

ماجستير في القانون العام
شروط الالتحاق:
•	أن يكون الطالب من مواطني دولة الإمارات العربية المتحدة، ويجوز مع ذلك بقرار من مجلس إدارة الأكاديمية قبول طلاب من دول مجلس التعاون الخليجي والجنسيات الأخرى.
•	أن يكون المتقدم من العسكريين أو المدنيين العاملين بأجهزة الشرطة أو القوات المسلحة أو من إحدى الجهات ذات الصلة بها، أو أن يكون من المدنيين العاملين في المجال القانوني من غير منتسبي تلك الجهات العسكرية أو الأمنية. ويجوز بقرار من مدير الأكاديمية قبول دارسين ببرامج الدراسات العليا المختلفة من غير العاملين بالحكومة أو القطاع الخاص وفقاً للشروط التي تضعها إدارة الأكاديمية في هذا الشأن.
•	أن يكون الطالب المتقدم لإحدى برامج الماجستير في القانون حاصلا على درجة الليسانس في القانون من الاكاديمية أو من إحدى الكليات أو المعاهد المعترف بها، شريطة ألا يقل تقدير الطالب عن (جيد جداً) أو ما يعادلها وفقاً للقواعد المعمول بها في الجهة المانحة، ويفضل من كان حاصلاً على تقدير أعلى، أو على مجموع كلي أعلى.
•	أن يكون الطالب حاصلاً على اختبار الإمارات للقبول الجامعي – اللغة الإنجليزية – (EmSAT Achieve) على (1000) درجة أو ما يعادلها من شهادة (TOFEL) بمعدل (450) درجة أو شهادة (ILETS) بمعدل (4.5).
•	أن يكون الطالب حاصلاً على اختبار الإمارات للقبول الجامعي – اللغة العربية – (EMSAT) على (1250) درجة.
•	أن يكون الطالب حاصلا على رخصة قيادة الحاسوب (ICDL).
ماجستير في القانون الخاص
شروط الالتحاق:
•	أن يكون الطالب من مواطني دولة الإمارات العربية المتحدة، ويجوز مع ذلك بقرار من مجلس إدارة الأكاديمية قبول طلاب من دول مجلس التعاون الخليجي والجنسيات الأخرى.
•	أن يكون المتقدم من العسكريين أو المدنيين العاملين بأجهزة الشرطة أو القوات المسلحة أو من إحدى الجهات ذات الصلة بها، أو أن يكون من المدنيين العاملين في المجال القانوني من غير منتسبي تلك الجهات العسكرية أو الأمنية. ويجوز بقرار من مدير الأكاديمية قبول دارسين ببرامج الدراسات العليا المختلفة من غير العاملين بالحكومة أو القطاع الخاص وفقاً للشروط التي تضعها إدارة الأكاديمية في هذا الشأن.
•	أن يكون الطالب المتقدم لإحدى برامج الماجستير في القانون حاصلا على درجة الليسانس في القانون من الاكاديمية أو من إحدى الكليات أو المعاهد المعترف بها، شريطة ألا يقل تقدير الطالب عن (جيد جداً) أو ما يعادلها وفقاً للقواعد المعمول بها في الجهة المانحة، ويفضل من كان حاصلاً على تقدير أعلى، أو على مجموع كلي أعلى.
•	أن يكون الطالب حاصلاً على اختبار الإمارات للقبول الجامعي – اللغة الإنجليزية – (EmSAT Achieve) على (1000) درجة أو ما يعادلها من شهادة (TOFEL) بمعدل (450) درجة أو شهادة (ILETS) بمعدل (4.5).
•	أن يكون الطالب حاصلاً على اختبار الإمارات للقبول الجامعي – اللغة العربية – (EMSAT) على (1250) درجة.
•	أن يكون الطالب حاصلا على رخصة قيادة الحاسوب (ICDL).
الماجستير في العلوم الجنائية
شروط الالتحاق:
•	أن يكون الطالب من مواطني دولة الإمارات العربية المتحدة، ويجوز مع ذلك بقرار من مجلس إدارة الأكاديمية قبول طلاب من دول مجلس التعاون الخليجي والجنسيات الأخرى.
•	أن يكون المتقدم من العسكريين أو المدنيين العاملين بأجهزة الشرطة أو القوات المسلحة أو من إحدى الجهات ذات الصلة بها، أو أن يكون من المدنيين العاملين في المجال القانوني من غير منتسبي تلك الجهات العسكرية أو الأمنية. ويجوز بقرار من مدير الأكاديمية قبول دارسين ببرامج الدراسات العليا المختلفة من غير العاملين بالحكومة أو القطاع الخاص وفقاً للشروط التي تضعها إدارة الأكاديمية في هذا الشأن.
•	أن يكون الطالب المتقدم لإحدى برامج الماجستير في القانون حاصلا على درجة الليسانس في القانون من الاكاديمية أو من إحدى الكليات أو المعاهد المعترف بها، شريطة ألا يقل تقدير الطالب عن (جيد جداً) أو ما يعادلها وفقاً للقواعد المعمول بها في الجهة المانحة، ويفضل من كان حاصلاً على تقدير أعلى، أو على مجموع كلي أعلى.
•	أن يكون الطالب حاصلاً على اختبار الإمارات للقبول الجامعي – اللغة الإنجليزية – (EmSAT Achieve) على (1000) درجة أو ما يعادلها من شهادة (TOFEL) بمعدل (450) درجة أو شهادة (ILETS) بمعدل (4.5).
•	أن يكون الطالب حاصلاً على اختبار الإمارات للقبول الجامعي – اللغة العربية – (EMSAT) على (1250) درجة.
•	أن يكون الطالب حاصلا على رخصة قيادة الحاسوب (ICDL).
الماجستير في قانون التجارة والاستثمارات الدولية
شروط الالتحاق:
•	أن يكون الطالب من مواطني دولة الإمارات العربية المتحدة، ويجوز مع ذلك بقرار من مجلس إدارة الأكاديمية قبول طلاب من دول مجلس التعاون الخليجي والجنسيات الأخرى.
•	أن يكون المتقدم من العسكريين أو المدنيين العاملين بأجهزة الشرطة أو القوات المسلحة أو من إحدى الجهات ذات الصلة بها، أو أن يكون من المدنيين العاملين في المجال القانوني من غير منتسبي تلك الجهات العسكرية أو الأمنية. ويجوز بقرار من مدير الأكاديمية قبول دارسين ببرامج الدراسات العليا المختلفة من غير العاملين بالحكومة أو القطاع الخاص وفقاً للشروط التي تضعها إدارة الأكاديمية في هذا الشأن.
•	أن يكون الطالب المتقدم لإحدى برامج الماجستير في القانون حاصلا على درجة الليسانس في القانون من الاكاديمية أو من إحدى الكليات أو المعاهد المعترف بها، شريطة ألا يقل تقدير الطالب عن (جيد جداً) أو ما يعادلها وفقاً للقواعد المعمول بها في الجهة المانحة، ويفضل من كان حاصلاً على تقدير أعلى، أو على مجموع كلي أعلى.
•	أن يكون الطالب حاصلاً على اختبار الإمارات للقبول الجامعي – اللغة الإنجليزية – (EmSAT Achieve) على (1000) درجة أو ما يعادلها من شهادة (TOFEL) بمعدل (450) درجة أو شهادة (ILETS) بمعدل (4.5).
•	أن يكون الطالب حاصلاً على اختبار الإمارات للقبول الجامعي – اللغة العربية – (EMSAT) على (1250) درجة.
•	أن يكون الطالب حاصلا على رخصة قيادة الحاسوب (ICDL).
ماجستير في حقوق الإنسان
شروط الالتحاق:
•	أن يكون الطالب من مواطني دولة الإمارات العربية المتحدة، ويجوز مع ذلك بقرار من مجلس إدارة الأكاديمية قبول طلاب من دول مجلس التعاون الخليجي والجنسيات الأخرى.
•	أن يكون المتقدم من العسكريين أو المدنيين العاملين بأجهزة الشرطة أو القوات المسلحة أو من إحدى الجهات ذات الصلة بها، أو أن يكون من المدنيين العاملين في المجال القانوني من غير منتسبي تلك الجهات العسكرية أو الأمنية. ويجوز بقرار من مدير الأكاديمية قبول دارسين ببرامج الدراسات العليا المختلفة من غير العاملين بالحكومة أو القطاع الخاص وفقاً للشروط التي تضعها إدارة الأكاديمية في هذا الشأن.
•	أن يكون الطالب المتقدم لإحدى برامج الماجستير في القانون حاصلا على درجة الليسانس في القانون من الاكاديمية أو من إحدى الكليات أو المعاهد المعترف بها، شريطة ألا يقل تقدير الطالب عن (جيد جداً) أو ما يعادلها وفقاً للقواعد المعمول بها في الجهة المانحة، ويفضل من كان حاصلاً على تقدير أعلى، أو على مجموع كلي أعلى.
•	أن يكون الطالب حاصلاً على اختبار الإمارات للقبول الجامعي – اللغة الإنجليزية – (EmSAT Achieve) على (1000) درجة أو ما يعادلها من شهادة (TOFEL) بمعدل (450) درجة أو شهادة (ILETS) بمعدل (4.5).
•	أن يكون الطالب حاصلاً على اختبار الإمارات للقبول الجامعي – اللغة العربية – (EMSAT) على (1250) درجة.
•	أن يكون الطالب حاصلا على رخصة قيادة الحاسوب (ICDL).
الماجستير في القانون والبيئة
شروط الالتحاق:
•	أن يكون الطالب من مواطني دولة الإمارات العربية المتحدة، ويجوز مع ذلك بقرار من مجلس إدارة الأكاديمية قبول طلاب من دول مجلس التعاون الخليجي والجنسيات الأخرى.
•	أن يكون المتقدم من العسكريين أو المدنيين العاملين بأجهزة الشرطة أو القوات المسلحة أو من إحدى الجهات ذات الصلة بها، أو أن يكون من المدنيين العاملين في المجال القانوني من غير منتسبي تلك الجهات العسكرية أو الأمنية. ويجوز بقرار من مدير الأكاديمية قبول دارسين ببرامج الدراسات العليا المختلفة من غير العاملين بالحكومة أو القطاع الخاص وفقاً للشروط التي تضعها إدارة الأكاديمية في هذا الشأن.
•	أن يكون الطالب المتقدم لإحدى برامج الماجستير في القانون حاصلا على درجة الليسانس في القانون من الاكاديمية أو من إحدى الكليات أو المعاهد المعترف بها، شريطة ألا يقل تقدير الطالب عن (جيد جداً) أو ما يعادلها وفقاً للقواعد المعمول بها في الجهة المانحة، ويفضل من كان حاصلاً على تقدير أعلى، أو على مجموع كلي أعلى.
•	أن يكون الطالب حاصلاً على اختبار الإمارات للقبول الجامعي – اللغة الإنجليزية – (EmSAT Achieve) على (1000) درجة أو ما يعادلها من شهادة (TOFEL) بمعدل (450) درجة أو شهادة (ILETS) بمعدل (4.5).
•	أن يكون الطالب حاصلاً على اختبار الإمارات للقبول الجامعي – اللغة العربية – (EMSAT) على (1250) درجة.
•	أن يكون الطالب حاصلا على رخصة قيادة الحاسوب (ICDL).
ماجستير العلوم الشرطية في البحث الجنائي
شروط الالتحاق:
•	أن يكون الطالب من مواطني دولة الإمارات العربية المتحدة، ويجوز مع ذلك بقرار من مجلس إدارة الأكاديمية قبول طلاب من دول مجلس التعاون الخليجي والجنسيات الأخرى.
•	أن يكون من العسكريين العاملين بأجهزة الشرطة أو القوات المسلحة، ويجوز أيضا كذلك قبول المدنيين من العاملين بأجهزة الشرطة أو القوات المسلحة، ويجوز قبول المدنيين من العاملين في المجال القانوني أو الشرطي أو الأمني والذين تتصل أعمال وظائفهم بأعمال البحث الجنائي.
•	أن يكون الطالب المتقدم لإحدى برامج الماجستير في علوم الشرطة حاصلا على درجة الليسانس في القانون وعلوم الشرطة أو بكالوريوس الشرطة أو ما يعادلهما من إحدى الكليات أو المعاهد المعترف بها، شريطة ألا يقل تقدير الطالب عن (جيد جداً) أو ما يعادلها وفقاً للقواعد المعمول بها في الجهة المانحة، ويفضل من كان حاصلاً على تقدير أعلى، أو على مجموع كلي أعلى.
•	أن يكون الطالب حاصلاً على اختبار الإمارات للقبول الجامعي – اللغة الإنجليزية – (EmSAT Achieve) على (1000) درجة أو ما يعادلها من شهادة (TOFEL) بمعدل (450) درجة أو شهادة (ILETS) بمعدل (4.5).
•	أن يكون الطالب حاصلاً على اختبار الإمارات للقبول الجامعي – اللغة العربية – (EMSAT) على (1250) درجة.
•	أن يكون الطالب حاصلا على رخصة قيادة الحاسوب (ICDL).
ماجستير في إدارة الأزمات الأمنية
شروط الالتحاق:
•	أن يكون الطالب من مواطني دولة الإمارات العربية المتحدة، ويجوز مع ذلك بقرار من مجلس إدارة الأكاديمية قبول طلاب من دول مجلس التعاون الخليجي والجنسيات الأخرى.
•	أن يكون من العسكريين العاملين بأجهزة الشرطة أو القوات المسلحة، ويجوز أيضا كذلك قبول المدنيين من العاملين بأجهزة الشرطة أو القوات المسلحة، ويجوز قبول المدنيين من العاملين في المجال القانوني أو الشرطي أو الأمني والذين تتصل أعمال وظائفهم بإدارة الأزمات والكوارث.
•	أن يكون الطالب المتقدم لإحدى برامج الماجستير في علوم الشرطة حاصلا على درجة الليسانس في القانون وعلوم الشرطة أو بكالوريوس الشرطة أو ما يعادلهما من إحدى الكليات أو المعاهد المعترف بها، شريطة ألا يقل تقدير الطالب عن (جيد جداً) أو ما يعادلها وفقاً للقواعد المعمول بها في الجهة المانحة، ويفضل من كان حاصلاً على تقدير أعلى، أو على مجموع كلي أعلى.
•	أن يكون الطالب حاصلاً على اختبار الإمارات للقبول الجامعي – اللغة الإنجليزية – (EmSAT Achieve) على (1000) درجة أو ما يعادلها من شهادة (TOFEL) بمعدل (450) درجة أو شهادة (ILETS) بمعدل (4.5).
•	أن يكون الطالب حاصلاً على اختبار الإمارات للقبول الجامعي – اللغة العربية – (EMSAT) على (1250) درجة.
•	أن يكون الطالب حاصلا على رخصة قيادة الحاسوب (ICDL).

### شروط الالتحاق
•	أن يكون الطالب من مواطني دولة الإمارات العربية المتحدة، ويجوز مع ذلك بقرار من مجلس إدارة الأكاديمية قبول طلاب من دول مجلس التعاون الخليجي والجنسيات الأخرى.
•	أن يكون الطالب حاصلاً على درجه الماجستير في العلوم القانونية من الأكاديمية أو من إحدى الجامعات العربية أو الأجنبية التي تمنح درجة معادلة لهذه الدرجة معترف بها من وزارة التربية والتعليم بدولة الإمارات العربية المتحدة شريطة ان ألا يقل تقدير الطالب عن درجة (جيد جدا).
•	أن يكون الطالب حاصلاً على درجه البكالوريوس في العلوم القانونية من الأكاديمية أو من إحدى الجامعات العربية أو الأجنبية التي تمنح درجة معادلة لهذه الدرجة معترف بها من وزارة التربية والتعليم بدولة الإمارات العربية المتحدة.
•	أن يكون الطالب حاصلاً على اختبار الإمارات للقبول الجامعي – اللغة الإنجليزية – (EmSAT Achieve) على (1100) درجة أو ما يعادلها من شهادة (TOFEL) بمعدل (500) درجة أو شهادة (ILETS) بمعدل (5).
•	أن يكون الطالب حاصلاً على اختبار الإمارات للقبول الجامعي – اللغة العربية – (EMSAT) على (1250) درجة.
•	أن يكون الطالب حاصلا على رخصة قيادة الحاسوب (ICDL).
دكتوراه في القانون الخاص ===

## شروط الالتحاق
•	أن يكون الطالب من مواطني دولة الإمارات العربية المتحدة، ويجوز مع ذلك بقرار من مجلس إدارة الأكاديمية قبول طلاب من دول مجلس التعاون الخليجي والجنسيات الأخرى.
•	أن يكون الطالب حاصلاً على درجه الماجستير في العلوم القانونية من الأكاديمية أو من إحدى الجامعات العربية أو الأجنبية التي تمنح درجة معادلة لهذه الدرجة معترف بها من وزارة التربية والتعليم بدولة الإمارات العربية المتحدة شريطة ان ألا يقل تقدير الطالب عن درجة (جيد جدا).
•	أن يكون الطالب حاصلاً على درجه البكالوريوس في العلوم القانونية من الأكاديمية أو من إحدى الجامعات العربية أو الأجنبية التي تمنح درجة معادلة لهذه الدرجة معترف بها من وزارة التربية والتعليم بدولة الإمارات العربية المتحدة.
•	أن يكون الطالب حاصلاً على اختبار الإمارات للقبول الجامعي – اللغة الإنجليزية – (EmSAT Achieve) على (1100) درجة أو ما يعادلها من شهادة (TOFEL) بمعدل (500) درجة أو شهادة (ILETS) بمعدل (5).
•	أن يكون الطالب حاصلاً على اختبار الإمارات للقبول الجامعي – اللغة العربية – (EMSAT) على (1250) درجة.
•	أن يكون الطالب حاصلا على رخصة قيادة الحاسوب (ICDL).
=== دكتوراه في القانون الجنائي
 ===
== شروط الالتحاق:
```
==
```

•	أن يكون الطالب من مواطني دولة الإمارات العربية المتحدة، ويجوز مع ذلك بقرار من مجلس إدارة الأكاديمية قبول طلاب من دول مجلس التعاون الخليجي والجنسيات الأخرى.
•	أن يكون الطالب حاصلاً على درجه الماجستير في العلوم القانونية من الأكاديمية أو من إحدى الجامعات العربية أو الأجنبية التي تمنح درجة معادلة لهذه الدرجة معترف بها من وزارة التربية والتعليم بدولة الإمارات العربية المتحدة شريطة ان ألا يقل تقدير الطالب عن درجة (جيد جدا).
•	أن يكون الطالب حاصلاً على درجه البكالوريوس في العلوم القانونية من الأكاديمية أو من إحدى الجامعات العربية أو الأجنبية التي تمنح درجة معادلة لهذه الدرجة معترف بها من وزارة التربية والتعليم بدولة الإمارات العربية المتحدة.
•	أن يكون الطالب حاصلاً على اختبار الإمارات للقبول الجامعي – اللغة الإنجليزية – (EmSAT Achieve) على (1100) درجة أو ما يعادلها من شهادة (TOFEL) بمعدل (500) درجة أو شهادة (ILETS) بمعدل (5).
•	أن يكون الطالب حاصلاً على اختبار الإمارات للقبول الجامعي – اللغة العربية – (EMSAT) على (1250) درجة.
•	أن يكون الطالب حاصلا على رخصة قيادة الحاسوب (ICDL).
=== === دكتوراه في البحث الجنائي ===
```
===
```

== == شروط الالتحاق:
```
==
==
```

•	أن يكون الطالب من مواطني دولة الإمارات العربية المتحدة، ويجوز مع ذلك بقرار من مجلس إدارة الأكاديمية قبول طلاب من دول مجلس التعاون الخليجي والجنسيات الأخرى.
•	أن يكون من العسكريين العاملين بأجهزة الشرطة أو القوات المسلحة، ويجوز أيضا كذلك قبول المدنيين من العاملين بأجهزة الشرطة أو القوات المسلحة، ويجوز قبول المدنيين من العاملين في المجال القانوني أو الشرطي أو الأمني والذين تتصل أعمال وظائفهم بأعمال البحث الجنائي.
•	أن يكون حاصلاً على الماجستير في البحث الجنائي أو علوم الشرطة بأكاديمية شرطة دبي، أو من إحدى الكليات أو المعاهد العلمية المعترف بها.
•	أن يكون حاصلاً على تقدير (جيد جداً) على الأقل، ويفضل من كان حاصلاً على تقدير أعلى أو مجموع كلي أعلى.
•	أن يكون الطالب حاصلاً على درجه البكالوريوس في العلوم القانونية أو علوم الشرطة من الأكاديمية أو من إحدى الجامعات العربية أو الأجنبية التي تمنح درجة معادلة لهذه الدرجة معترف بها من وزارة التربية والتعليم بدولة الإمارات العربية المتحدة.
•	أن يكون الطالب حاصلاً على اختبار الإمارات للقبول الجامعي – اللغة الإنجليزية – (EmSAT Achieve) على (1100) درجة أو ما يعادلها من شهادة (TOFEL) بمعدل (500) درجة أو شهادة (ILETS) بمعدل (5).
•	أن يكون الطالب حاصلاً على اختبار الإمارات للقبول الجامعي – اللغة العربية – (EMSAT) على (1250) درجة.
•	أن يكون الطالب حاصلاً على رخصة القيادة الدولية للحاسب الآلي (ICDL).
=== === دكتوراه في إدارة الأزمات الامنية===
```
===
```

•	أن يكون الطالب من مواطني دولة الإمارات العربية المتحدة، ويجوز مع ذلك بقرار من مجلس إدارة الأكاديمية قبول طلاب من دول مجلس التعاون الخليجي والجنسيات الأخرى.
•	أن يكون من العسكريين العاملين بأجهزة الشرطة أو القوات المسلحة، ويجوز أيضا كذلك قبول المدنيين من العاملين بأجهزة الشرطة أو القوات المسلحة، ويجوز قبول المدنيين من العاملين في المجال القانوني أو الشرطي أو الأمني والذين تتصل أعمال وظائفهم بإدارة الأزمات والكوارث.
•	أن يكون حاصلاً على الماجستير في البحث الجنائي أو علوم الشرطة بأكاديمية شرطة دبي، أو من إحدى الكليات أو المعاهد العلمية المعترف بها.
•	أن يكون حاصلاً على تقدير (جيد جداً) على الأقل، ويفضل من كان حاصلاً على تقدير أعلى أو مجموع كلي أعلى.
•	أن يكون الطالب حاصلاً على درجه البكالوريوس في العلوم القانونية أو علوم الشرطة من الأكاديمية أو من إحدى الجامعات العربية أو الأجنبية التي تمنح درجة معادلة لهذه الدرجة معترف بها من وزارة التربية والتعليم بدولة الإمارات العربية المتحدة.
•	أن يكون الطالب حاصلاً على اختبار الإمارات للقبول الجامعي – اللغة الإنجليزية – (EmSAT Achieve) على (1100) درجة أو ما يعادلها من شهادة (TOFEL) بمعدل (500) درجة أو شهادة (ILETS) بمعدل (5).
•	أن يكون الطالب حاصلاً على اختبار الإمارات للقبول الجامعي – اللغة العربية – (EMSAT) على (1250) درجة.
•	أن يكون الطالب حاصلاً على رخصة القيادة الدولية للحاسب الآلي (ICDL).

### درجة الدبلوم في علوم الشرطة
درجة علمية تمنح للعسكريين من رتبة ملازم فما فوق من الحاصلين على شهادة جامعية بعد اجتياز الدورة العسكرية التأهيلية والمواد النظرية .

## البرامج التدريبية
تم وضع المواد التدريبية التي يتم تدريبها داخل أكاديمية شرطة دبي في برامج تدريبية، تحتوي على الأهداف التدريبية المراد اكتسابها في البرنامج والساعات التدريبية اللازمة لتحقيقها والأسلوب التدريبي المناسب لتحقيقهاوكيفية تقييم مدى ودرجة تحقق تلك الأهداف المنشودة، وتتضمن هذه البرامج المواد التدريبية التالية: الرماية (تأسيسي)، رماية المسدس (متخصص)، مكافحة الشغب، الاقتحام والمداهمة، القبض والتفتيش، الدفاع عن النفس، التايكواندو، السباحة، اللياقة البدنية، الكاراتيه، ومنهج التدريب العام.

## إصدارات الأكاديمية
تصدر أكاديمية شرطة دبي إصدارات متخصصة في القانون وعلوم الشرطة، والعلوم ذات الصلة بمجال تخصصها، وذلك عن طريق عدد من إداراتها الفرعية والتي منها كلية القانون وعلوم الشرطة، وكلية الدراسات العليا، ومركز البحوث والدراسات، هذا بالإضافة إلى الإصدارات التدريبية التي تنتجها إدارات التدريب بالأكاديمية، ومن هذه الإصدارات:
إصدارات مركز البحوث والدراسات: يصدر المركز إصدارات علمية محكمة من البحوث والمؤلفات في مجالات الأمن والقانون والعلوم ذات الصلة بالإضافة إلى إصداراته التي استحدثها في العام 2012 من خلال مجال الدراسات (المقالات، التقارير، القراءات)، وتتميز إصدارات المركز الحديثة بحجمها الذي يسهل حمله والمعروف باسم (إصدار الجيب)، وتخاطب المتخصصين وغير المتخصصين عبر أسلوب علمي مرن ولغة سهلة وواضحة وفي مواضيع متنوعة ومفيدة.
إصدارات كلية القانون وعلوم الشرطة: سعت أكاديمية شرطة دبي منذ نشأتها في العام (1987) إلى إصدار المؤلفات العلمية المتخصصة في القانون وعلوم الشرطة، والمجالات ذات الصلة، والتي يقوم على تأليفها نخبة من أعضاء هيئة التدريس بها، حيث بلغ عدد إصدارات كلية القانون وعلوم الشرطة (230) إصدار.
إصدارات كلية الدراسات العليا: سعيا نحو تعميق المعارف القانونية والشرطية للدارسين للمواضيع التي سبق دراستها في المرحلة الجامعية، تعمل كلية الدراسات العليا بالأكاديمية على إصدار المؤلفات العلمية المتعمقة في المجالات المتعلقة ببرامجها الدراسية المختلفة ومن أمثلة هذه الإصدارات ما يلي:
| م   | اسم الكتاب                                                     | المؤلف                |
| --- | -------------------------------------------------------------- | --------------------- |
| 1.  | بطاقات الدفع الإلكتروني                                        | أ.د / فايز نعيم رضوان |
| 2.  | قانون التجارة الدولية                                          | أ.د / حسام الأهواني   |
| 3.  | عقود التشييد والاستغلال والتسليم                               | أ.د / محمد روبي قطب   |
| 4.  | تمويل الاستثمارات الدولية في مجال النقل الجوي                  | د / عبيد علي الحجازي  |
| 5.  | مصادر التمويل                                                  | د / عبيد علي الحجازي  |
| 6.  | العلاقة بين السلطتين التشريعية والتنفيذية                      | أ.د / محمد كامل عبيد  |
| 7.  | الندم الفعال                                                   | أ.د / جودة حسين جهاد  |
| 8.  | النظام القانوني للإعلان القضائي مابين العلم الحقيقي والاعتباري | أ.د / عاشور مبروك     |
| 9.  | أثر تغير الظروف في عقود التجارة الدولية                        | أ.د / شريف محمد غنام  |
| 10. | التعاقد الإداري الإلكتروني                                     | أ.د / إعاد القيسي     |
| 11. | عقد الامتياز التجاري في القانون الدولي الخاص                   | أ.د / محمد روبي قطب   |
| 12. | الإفلاس الدولي لمجموعة الشركات متعددة الجنسيات                 | أ.د / شريف محمد غنام  |
| 13. | النظرية العامة للإبراء في الفقه الإسلامي                       | د / ربيع دردير محمد   |
| 14  | المنظور النفسي والاجتماعي لمواجهة الأزمات                      | أ.د / محمد رمضان      |
| 15  | النظم المقارنة في إدارة الأزمات                                | د / أحمد توفيق        |

```
مجلة الأمن والقانون: مجلة الأمن والقانون هي دورية نصف سنوية تصدر عن أكاديمية شرطة دبي، وهي مجلة مُحَكّمَةٌ متخصصة في الأمن والقانون، وقد بدأت أول إصداراتها يناير عام 1993، وما زالت سارية حتى الآن.
```

إصدارات المركز الدولي للأمن والسلامة: إصدارات متخصصة في منظومات الأمن والسلامة والموجهة عادة إلى العاملين في قطاع الأمن الخاص وهي تستهدف شرائح حراس الأمن، مشغلي غرف السيطرة والتحكم، والفنيين، ومركبي الأجهزة الأمنية وناقلي الأموال والأشياء الثمينة. وفيما يلي أدناه أمثلة على إصدارات المركز الدولي للأمن والسلامة:
| م  | عنوان الكتاب                                 | المؤلف                    | سنة الطبع |
| -- | -------------------------------------------- | ------------------------- | --------- |
| 1. | التخطيط الإستراتيجي                          | الأستاذ / أسامة السواح    | 2007      |
| 2. | المفاهيم الأساسية لعلم دراسة الأزمات         | الأستاذ / أسامة السواح    | 2006      |
| 3. | فقه قيادة الآخرين (كما يظهر خلال سورة النمل) | الدكتور / فكري أحمد نعمان | 2005      |
| 4. | المفاهيم العامة لعلم دراسات المستقبل         | الأستاذ / أسامة السواح    | 2005      |
| 5. | الأبعاد السيكولوجية لاتخاذ القرار            | الأستاذ دكتور/ محمد رمضان | 2005      |

## التخريج السنوي العام للأكاديمية
نظرا للدور المنوط بخريجي الأكاديمية في خدمة الأمن والقانون، ذلك الدور الذي تعول عليه المجتمعات المحلية والإقليمية بل والدولية التي ألحقت أبناءها بالأكاديمية، ثقة منها في المخرجات التعليمية والتدريبية للأكاديمية، يحرص صاحب السمو الشيخ محمد بن راشد آل مكتوم، نائب رئيس الدولة رئيس مجلس الوزراء حاكم دبي، وولي عهده الأمين سمو الشيخ حمدان بن محمد بن راشد آل مكتوم، على رعاية وتشريف حفل التخريج السنوي الذي تقيمه الأكاديمية لأبنائها الخريجين.
```
خريجو الأكاديمية حتى العام 2018 / 2019:
```

| م | البرنامج                                         | عدد الخريجين |
| - | ------------------------------------------------ | ------------ |
|   |                                                  |              |
| 1 | الليسانس في القانون وعلوم الشرطة-الطلبة المرشحين | 2585         |
| 2 | الليسانس في القانون-الدراسات المسائية            | 2890         |
| 3 | الدكتوراه في القانون                             | 41           |
| 4 | الماجستير في القانون                             | 291          |
| 5 | الماجستير في علوم الشرطة                         | 133          |
| 6 | الدبلوم في علوم الشرطة – الطلبة الجامعيين        | 852          |

## الفعاليات والأنشطة
تعددت الفعاليات والأنشطة التي عقدتها الأكاديمية عبر السنوات الماضية ومنها على سبيل المثال:
المؤتمرات السنوية والندوات:
- مؤتمر أكاديمية شرطة دبي العلمي الأول حول الجوانب القانونية والأمنية للعمليات الإلكترونية - (2003).[14]
- مؤتمر أكاديمية شرطة دبي الدولي الثاني حول ضحايا الجريمة - (2004).[15]
- ندوة مفهوم الشرطة المجتمعية بالتعاون مع جامعة نايف العربية للعلوم الأمنية بالمملكة العربية السعودية - (2005).
- ندوة التصميم الإحصائي في البحوث الميدانية - (2006).[16]
- مؤتمر أكاديمية شرطة دبي الدولي الثالث حــول الجوانــب القانونيــة والأمنيــة لصناعة السياحة - (2006).[17]
- ندوة الأمن المائي بالتعاون مع وزارة البيئة والمياه وجائزة زايد الدولية للبيئة - (2008).[18]
- حلقة نقاشية حول مخرجات التعليم في شرطة دبي - (2009).[19]
- مؤتمر أكاديمية شرطة دبي السنوي الرابع حول «الجوانب القانونية والأمنية للازمة المالية الراهنة» - (2009).[20]
- ملتقى حماية الطفل من جرائم تقنية المعلومات والاتصالات بالتعاون مع هيئة تنمية المجتمع والإدارة العامة للتحريات والمباحث الجنائية - (2010).[21]
- مؤتمر أكاديمية شرطة دبي السنوي الخامس بعنوان «إرادة التغيير في عالم متغير» - (2010).[22]
- المؤتمر العربي الثاني للمسؤولية الطبية حول «الحماية القانونية من الأخطاء الطبية» - (2012).[23]
- استضافة الأكاديمية لمؤتمر الاتحاد الدولي لمنظمات التدريب والتنمية IFTDO الـ (43) بدبي العام (2014).[24]

المشاركات المجتمعية والبيئية والمبادرات:
- مبادرة زراعة مليون شجرة[25]

أطلق معالي نائب رئيس الشرطة والأمن العام بدبي الفريق/ ضاحي خلفان تميم مبادرة بيئية مشتركة تهدف لزراعة مليون شجرة في أماكن متفرقة من دبي خلال أربعة أعوام، على أن تتم زراعة 250 ألف شجرة كل عام، وقام صاحب السمو الشيخ محمد بن راشد آل مكتوم نائب رئيس الدولة رئيس مجلس الوزراء حاكم دبي بتدشين المشروع رسميا داخل حرم أكاديمية شرطة دبي.
- برنامج التربية الأمنية[26]

انطلاقاً من مبدأ الشراكة المجتمعية الذي تنتهجه القيادة العامة لشرطة دبي، والذي خلاصته أن الأمن مسؤولية الجميع، وتماشياً مع رؤية برنامج التربية الأمنية المتمثل في إعداد أجيال طلابية واعية تفخر بها الدولة، محصنة أمنياً وأخلاقياً، ونظراً لما يلعبه التدريب العسكري من دور بالغ الأهمية في إعداد النشء وتوعيتهم أمنياً، وتأهيلهم للأعمال القيادية والتنفيذية، وحب النظام والالتزام به، وتعريفهم بالحياة العسكرية، وتزويدهم بالمهارات والمعلومات والحقائق والخبرات العسكرية التي تفيدهم في خدمة الوطن في كل الظروف، فقد ارتأت اللجنة العليا لبرنامج التربية الأمنية إدخال التدريب العسكري كشق موازٍ للجانب النظري في البرنامج، ويقتصر على طلاب الصف الثامن، حيث يتم تزويدهم بالزى العسكري، وتدريبهم من قبل مدربين من ذوي الخبرة، ثم أطلق عليه فيما بعد برنامج خليفه لتمكين الطلاب.
- برامج الأنشطة الصيفية لطلبة المدارس - برنامج التدريب العسكري:

ذلك البرنامج الصيفي الذي تحرص القيادة العامة لشرطة دبي من خلاله على تغذية الروح والعقل والبدن معاً لطلاب المدارس، بإكسابهم مهارات توعوية وتدريبية.
- مشروع الصف التفاعلي:

تفضل صاحب السمو الشيخ محمد بن راشد آل مكتوم نائب رئيس الدولة رئيس مجلس الوزراء حاكم دبي خلال حفل تخريج الدفعة العشرين من الطلبة المرشحين (فبراير 2013) بإطلاق «مشروع الصف التفاعلي» الذي ينحو بالأكاديمية نحو التعليم الإلكتروني، وذلك في إطار مواكبة التوجه الإلكتروني الذي تنتهجه حكومة دبي.
- أطلقت أكاديمية شرطة دبي عام 2020 مبادرة «بأيديهم لمستقبل أفضل»، تستهدف دعم وتأهيل 25 من أصحاب الهمم لسوق العمل، بالتعاون مع مجلس أصحاب الهمم في شرطة دبي وهيئة المعرفة والتنمية البشرية في دبي.[27]

## خدمات أكاديمية شرطة دبي
تقدم الأكاديمية الخدمات التالية:
- طلب التسجيل في برنامج الليسانس في القانون
- طلب التسجيل في برنامج الدراسات العليا (الماجستير والدكتوراه)
- طلبات شؤون الدارسين
- طلب الالتحاق بالدورات في مجال التدريب الأمني
- طلب استشارة بحثية
- طلب شراء إصدارات أكاديمية شرطة دبي

## جوائز
- الجائزة الدولية للفكر الشرطي (ISPA) عن فئة أفضل الممارسات والمبادرات الشرطية والعلاقات المجتمعية، التي تمنحها الجمعية الدولية للعلوم الشرطية في الولايات المتحدة الأمريكية لعام 2023 .[29]
- شهادة الاعتماد كأفضل بيئة عمل لعام 2021 التي تمنحها منظمة(Great Place To Work) على مستوى العالم وللعام الثاني على التوالي.[30]
- فازت أكاديمية شرطة دبي في جوائز الشرق الأوسط بجائزة ستيفي الذهبية لعام 2020 بسبب الاستخدام المبتكر للتكنولوجيا في خدمة العملاء.[31]